# Kaibing
Kaibing est une ancienne commune autrichienne du district de Hartberg en Styrie, située en Autriche.